# Brocal

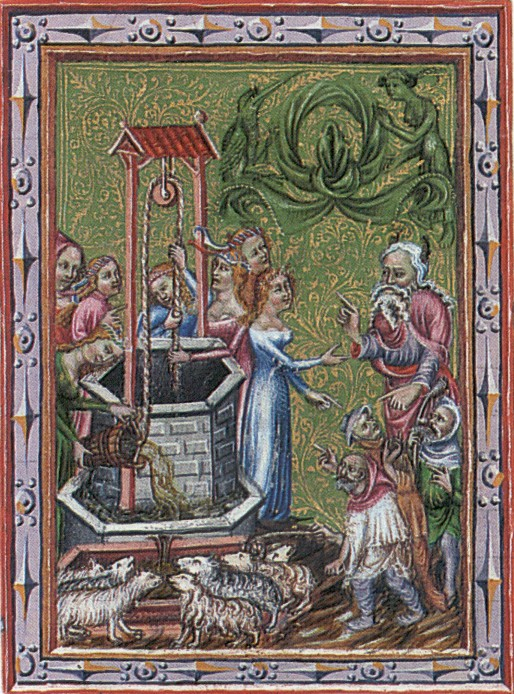
Episodio bíblico de Rebeca en el pozo. Iluminación de 1389 en una Biblia de Wenceslao de Luxemburgo. Universidad de Leipzig (Alemania).

Brocal es el pretil o parapeto sólido que, por seguridad y utilidad, rodea un pozo a nivel de superficie. Como elemento aislado es sinónimo del «puteal» arqueológico romano. Es habitual que sobre él se instale una polea o un cigüeño, para subir el recipiente que contenga el agua extraída. También se suele colocar sobre el brocal una tapadera para evitar que caiga suciedad al interior del pozo.
Desde los primitivos brocales de mampostería, cerámica o madera, hasta los más recientes de obra y cemento, este sencillo antepecho en la boca de los pozos se ha fabricado en materiales como el mármol, el bronce o el hierro. Hermano menor del pozo, durante siglos se fabricó en barro cocido (ladrillo), en muchas ocasiones vidriado.

## Etimologías y metonimias
Por trasnominación metonímica, se identifican "pozo" y "brocal"; la mente ve un pozo donde sólo hay un brocal. Como experimento pedagógico, se ha comprobado que ante la solicitud de que 'pinten un pozo', tanto los niños como muchos adultos han dibujado un brocal (y cuando se les ha explicado que lo que habían dibujado era un brocal, muchos han respondido que no conocían esa palabra). Son palabras con referencia indirecta que permiten comprender perfectamente el sentido de traslación metonímico.
En arqueología, se acepta el término latino «puteal» para denominar un "brocal de pozo" (en la casa romana, el brocal de mármol o cerámica que cubría el agujero que comunicaba con la cisterna).
De origen incierto, el término "brocal" puede proceder de los latinos «buccula» (mejilla) y «bucculare» (taza), que por vía del italiano primitivo llegaría a significar, por extensión: antepecho o alrededor de la boca del pozo. Para otros, siguiendo a Joan Corominas, proviene del latín vulgar «brochus» («broccus», puntiagudo) y éste del catalán broc (vasija) siguiendo una voz céltica.

## Iconografía histórica
Diversos trabajos arqueológicos han documentado la existencia de brocales cerámicos en Grecia a partir del siglo V a. C. En España, varios museos e instituciones conservan puteales de origen romano, árabe, mudéjar y de periodos más recientes. Entre los centros oficiales pueden citarse: Museo Arqueológico de Córdoba, Museo de Santa Cruz en Toledo, Museo Arqueológico de Sevilla, Museo Arqueológico Nacional (España), Museo de Cerámica de Barcelona. Y entre las colecciones privadas, la de brocales árabes del Palacio de la Condesa de Lebrija.

## Brocales literarios: de los hermanos Bécquer a Carmen Conde
"Este hermoso brocal es de tierra roja cocida y bañada, y su adorno lo forman dos grecas, por entre las cuales corre rodeándole una magnífica inscripción en caracteres cúficos ornamentales..."
Gustavo Adolfo Becquer (Toledo, 1856) 

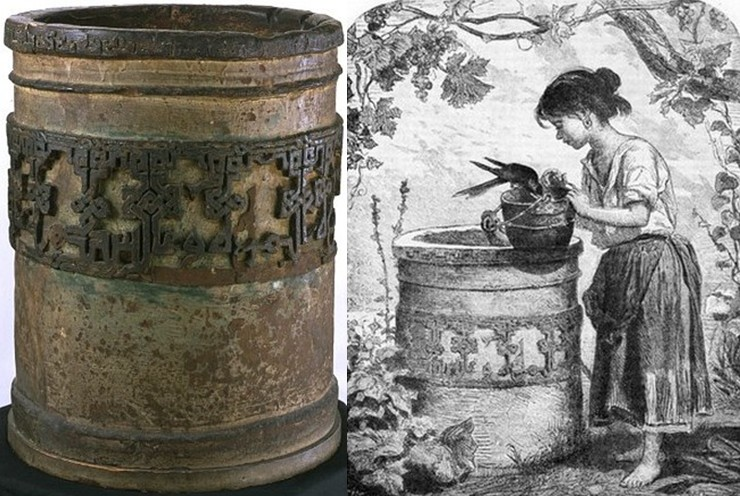
Brocal de Toledo, hoy en el Victoria y Albert Museo. Dibujo de Valeriano Bécquer en 1856.

En Toledo, en una casa del callejón de San Ildefonso en que habitaron los hermanos Bécquer en 1856, hubo en el jardín un brocal árabe, a cuyo pie plantaron los Bécquer su famoso laurel.
Valeriano lo dibujó, y acompañado de un texto de Gustavo llegó a ser publicado en el número 4 de La Ilustración Española y Americana, en febrero de 1870. Algunos estudiosos, como Jesús Cobo, aventuran que la joven que aparece en el dibujo era Alejandra González Esteban, la amante toledana de Gustavo Adolfo Bécquer.
El dibujo de Valeriano confirma que se trata del mismo brocal expuesto en el Victoria & Albert Museum de Londres; brocal que se encontraba en el Museo Provincial de Toledo, y que habiendo desaparecido, reapareció en el Museo de South Kensington (antecesor del Victoria & Albert Museum).
Al parecer, el valioso brocal pasó del Museo Provincial de Toledo a las manos de Juan Facundo Riaño, que por poco más de tres libras esterlinas lo vendió a la colección británica.
Otro curioso brocal literario es el puesto en verso por Félix María de Samaniego en su obra El jardín de Venus:

"El pozo de los padres trinitarios
tuvo brocales varios:

ya de mampostería,

ya de piedra de buena sillería,

en fin de berroqueño le pusieron,

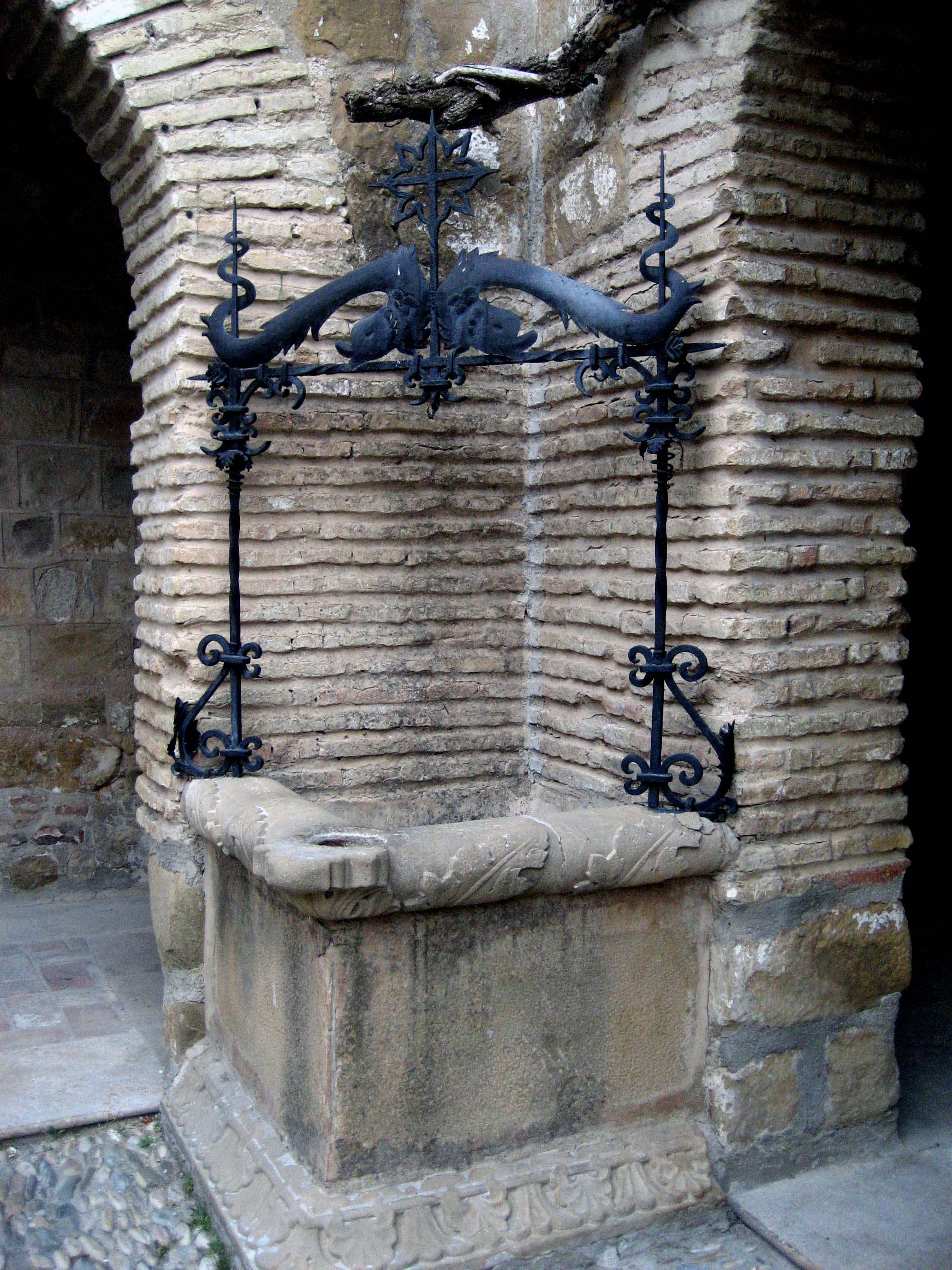
Brocal de 'rinconera' en el Palacio de Mengíbar, en Jaén (España).

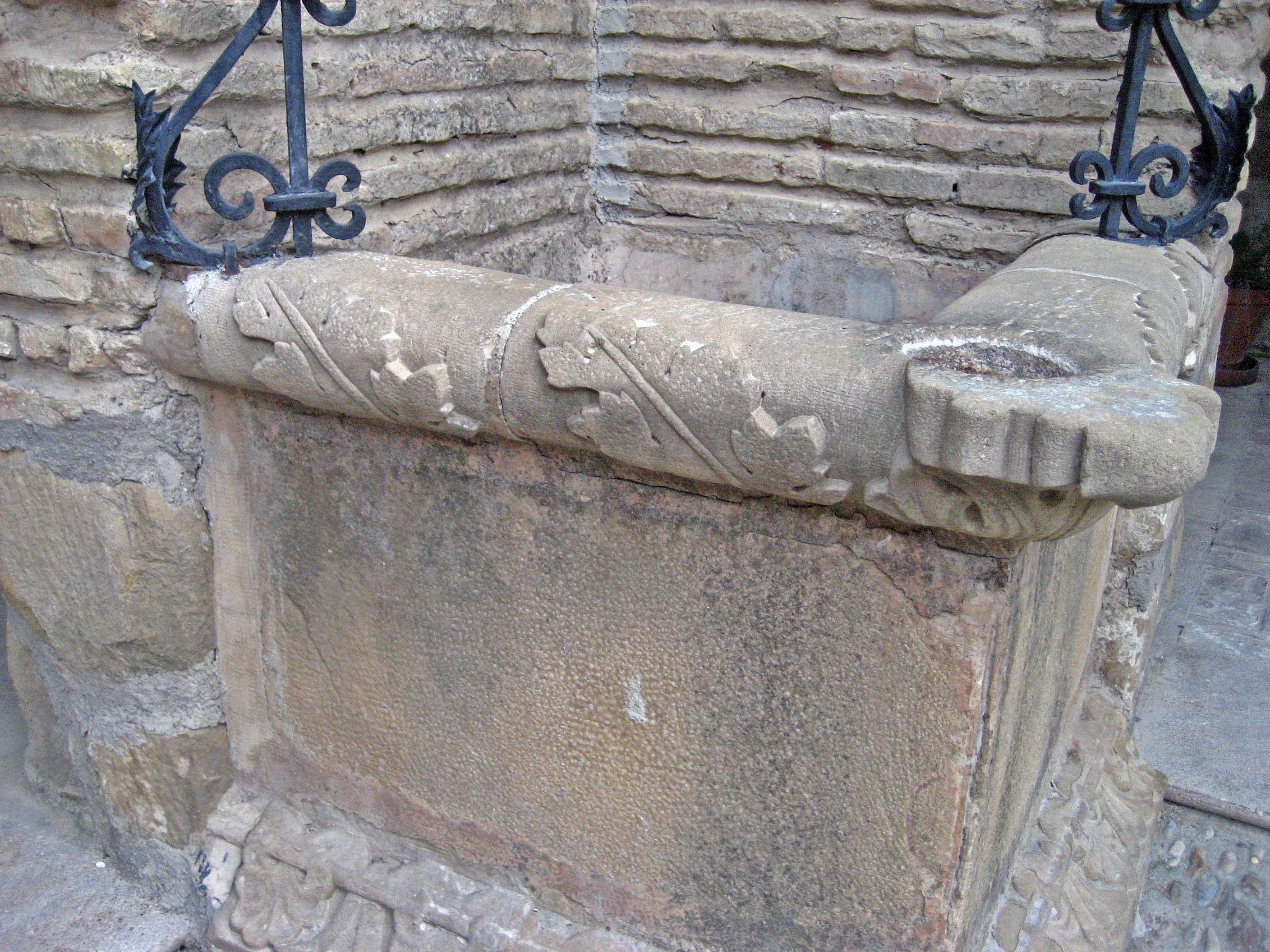
Detalle de la cantería.

el último que eterno ellos creyeron;

pero tal faena de sacar agua

en el convento había,

que al año ya tenía

el brocal una brecha grande y buena.

- ¡Virgen!, el superior

dijo al saberlo,

que no sé ya de qué materia hacerlo

para que no se roce o desmorone.

Llamar al albañil en el momento

a ver de qué dispone

se haga el brocal al pozo del convento.

El albañil llamado

al punto fue enterado,

y dijo: - Aquí lo que conviene

es hacer un brocal como el que

tiene mi mujer,

que ha veinte años cabalmente

que echo por él la soga de frecuente

con dos cubos que al par le han golpeado,

y ni una pizca se ha desmoronado."
Félix María de Samaniego. 

Por su parte, la cartagenera Carmen Conde, primera mujer admitida en la Real Academia Española, tituló Brocal su primer poemario, escrito en prosa, publicado en 1929.

## Tipos de brocal

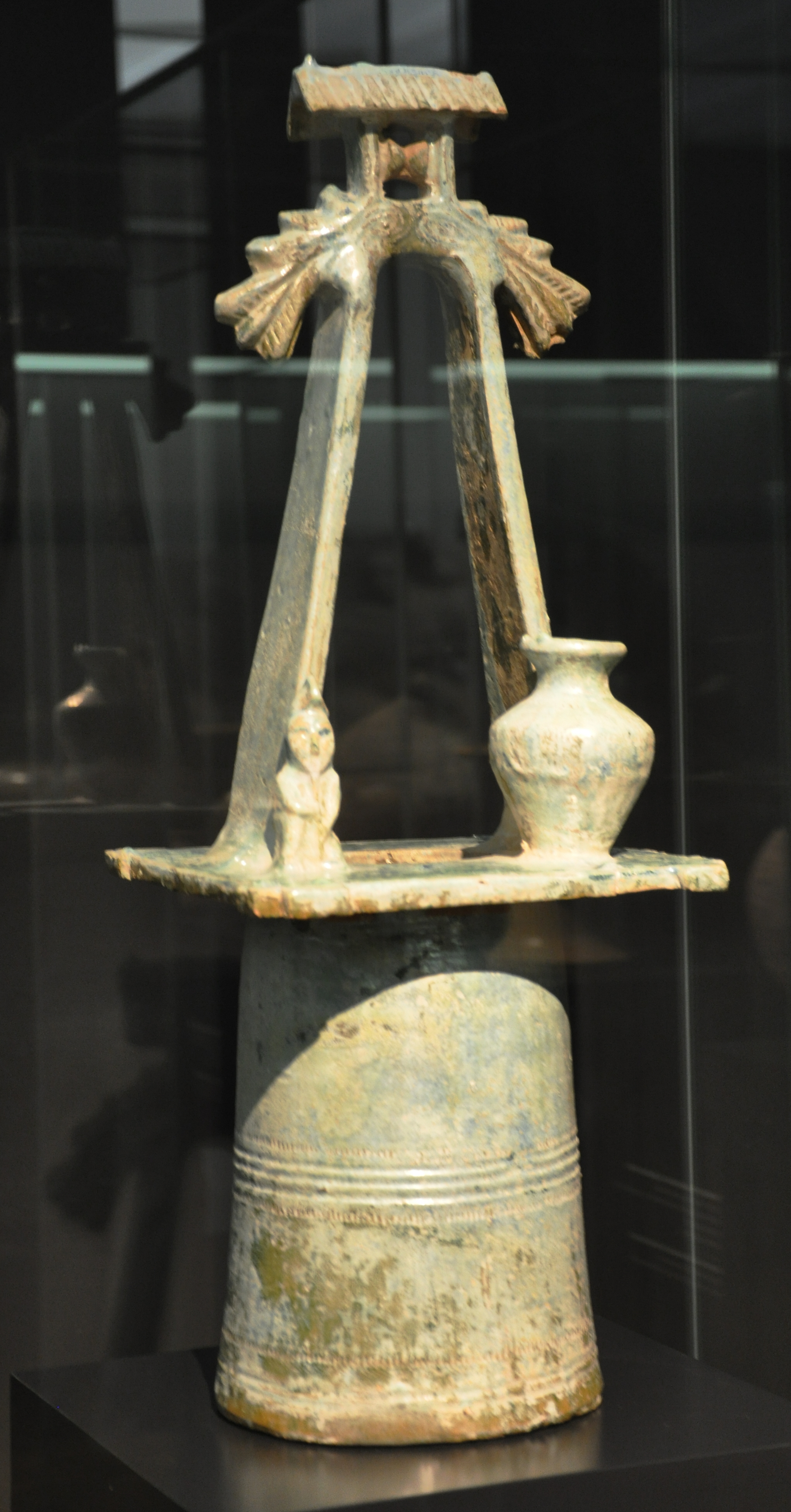
Colgante de cerámica vidriada de la dinastía Han (hacia el siglo I), representando un brocal con una cántara sobre él. Arte chino de la colección Meiyintang en el Museo Rietberg (Zúrich).
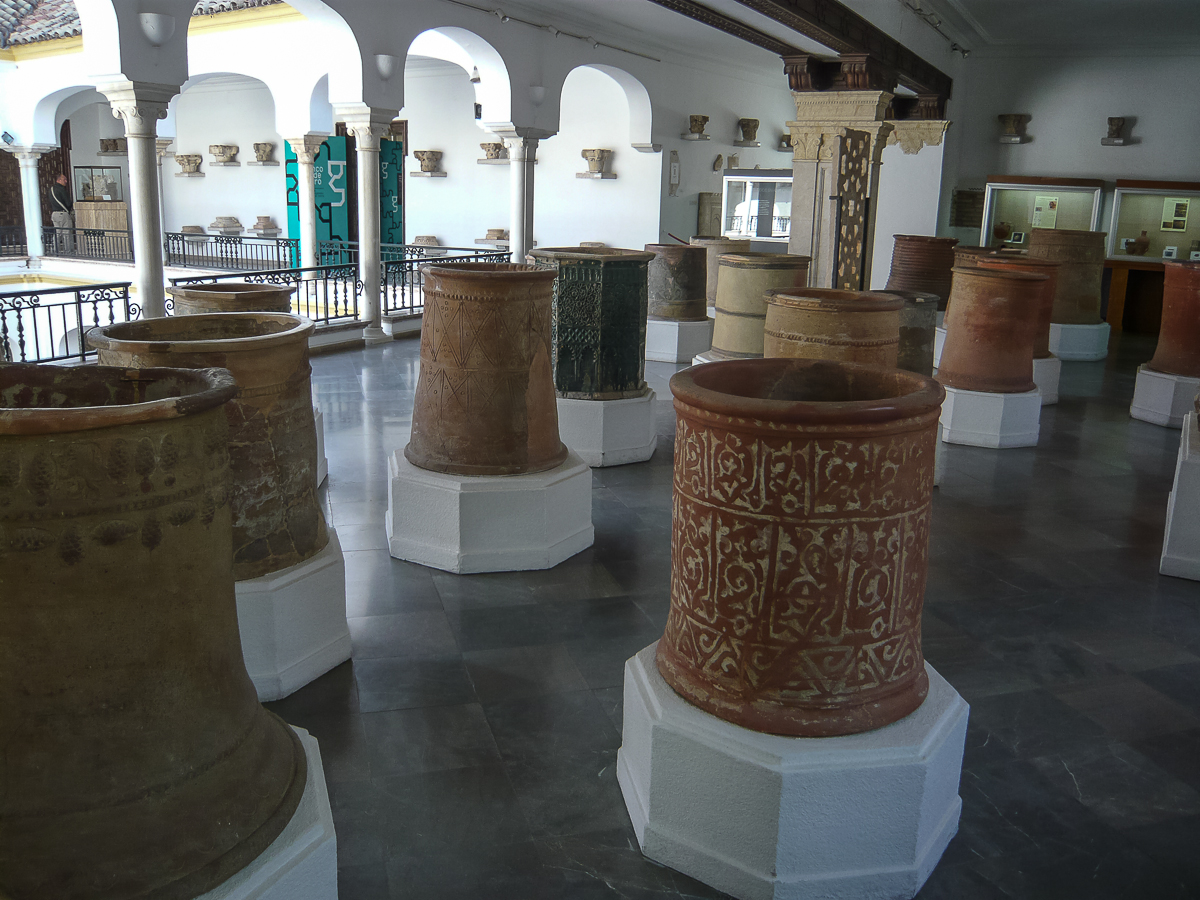
Colección de brocales del periodo califal -siglos VIII al XI- en el Museo Arqueológico y Etnológico de Córdoba (España).
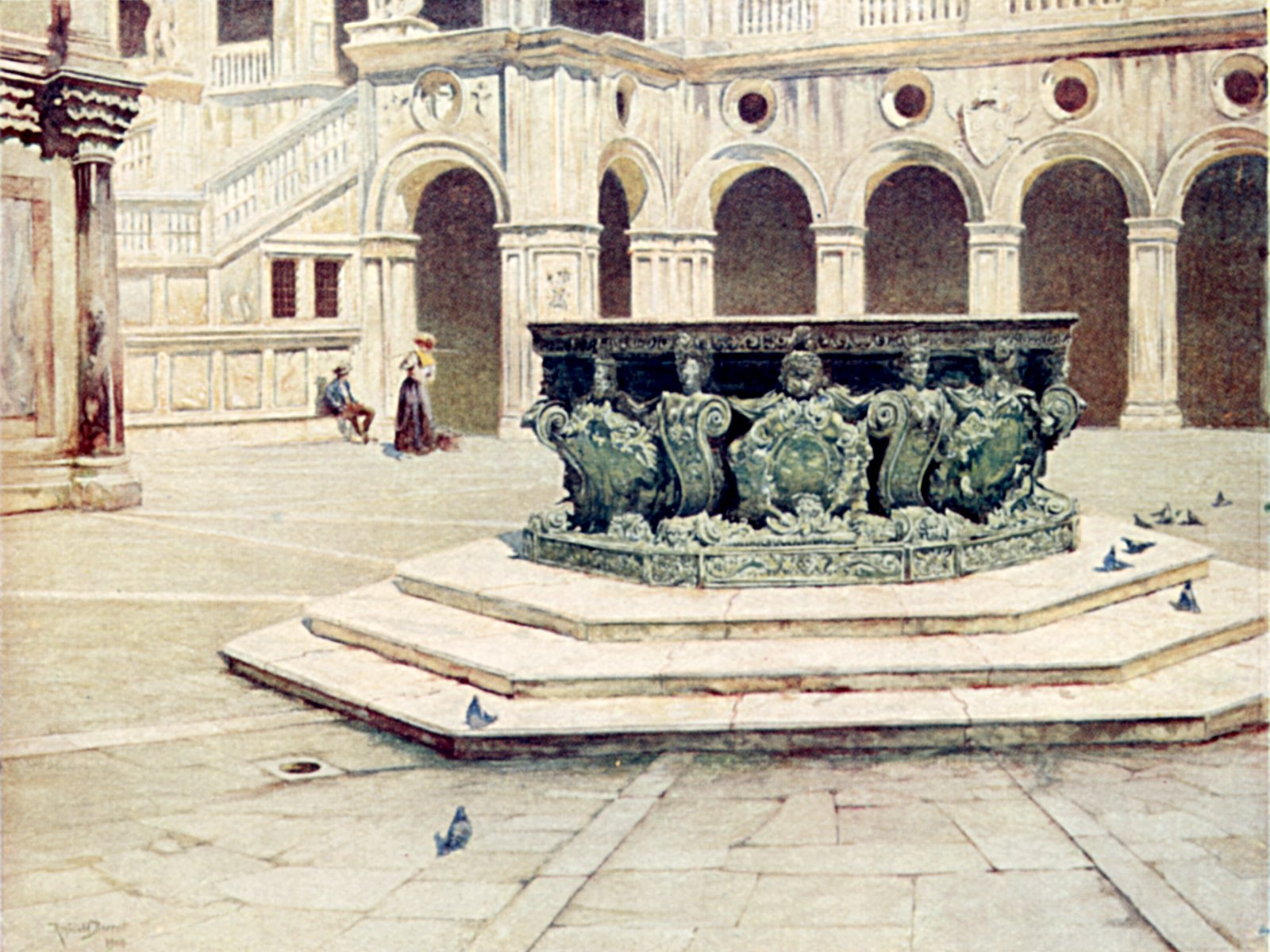
Brocal de bronce en el patio del Palacio Ducal de Venecia, obra (hacia 1555) original del fundidor Alfonso Alberghetti, pintada por Reginald Barrat en el libro Venecia (1907).
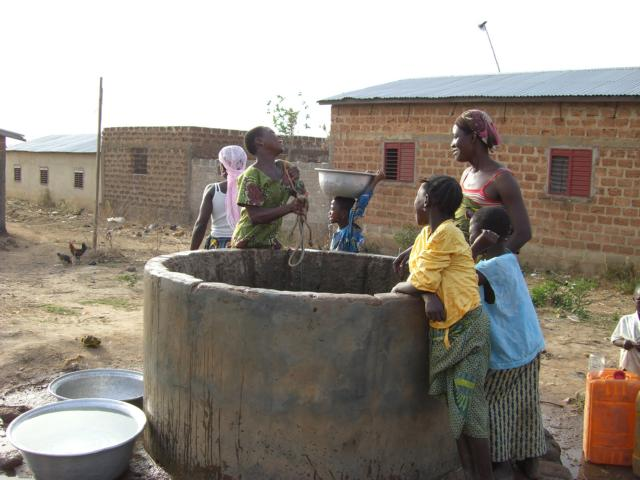
Modernas samaritanas junto al brocal de un pozo en la localidad de Copargo en el departamento de Donga del estado africano de Benín.